# 格林菲爾德 (明尼蘇達州)
格林菲爾德（英語：Greenfield）是一個位於美國明尼蘇達州亨內平縣的城市。

## 人口
根據2020年美國人口普查的數據，格林菲爾德的面積為55.71平方千米，當中陸地面積為52.77平方千米，而水域面積為2.94平方千米。當地共有人口2903人，而人口密度為每平方千米52人。